# Architecture Firm Award
El Architecture Firm Award es el honor más alto que el American Institute of Architects puede otorgar a un estudio de arquitectura por su capacidad de crear arquitectura distinguida de forma consistente. 
El premio está abierto a cualquier empresa individual o firma sucesora u organización de arquitectos cuya sede central se encuentre en los Estados Unidos. Los miembros de la Junta Directiva de AIA, el Consejo Estratégico y los miembros de sus empresas no pueden ser nominados.

## Galardonados
A continuación se listan los galardonados con el premio:
- 2017: Leddy Maytum Stacy Architects
- 2016: LMN Architects
- 2015: Ehrlich Architects[2]
- 2014: Eskew+Dumez+Ripple
- 2013: Tod Williams Billie Tsien Architects
- 2012: VJAA
- 2011: BNIM Architects[3]
- 2010: Pugh + Scarpa
- 2009: Olson Sundberg Kundig Allen Architects
- 2008: KieranTimberlake Associates, LLP
- 2007: Leers Weinzapfel Associates Architects, Inc.
- 2006: Moore Ruble Yudell Architects and Planners
- 2005: Murphy/Jahn
- 2004: Flato Architects
- 2003: The Miller Hull Partnership
- 2002: Thompson, Ventulett, Stainback & Associates, Inc.
- 2001: Herbert Lewis Kruse Blunck Architecture
- 2000: Gensler
- 1999: Perkins and Will
- 1998: Centerbrook Architects and Planners
- 1997: Kliment & Frances Halsband Architects
- 1996: Skidmore, Owings & Merrill LLP
- 1995: Beyer Blinder Belle
- 1994: Bohlin Cywinski Jackson
- 1993: Cambridge Seven Associates, Inc.
- 1992: James Stewart Polshek and Partners
- 1991: Zimmer Gunsul Frasca Partnership
- 1990: Kohn Pedersen Fox Associates
- 1989: César Pelli & Associates
- 1988: Hartman-Cox Architects
- 1987: Benjamin Thompson & Associates, Inc.
- 1986: Esherick Homsey Dodge & Davis
- 1985: Venturi, Rauch and Scott Brown
- 1984: Kallmann McKinnell & Wood Architects
- 1983: Holabird & Root
- 1982: Gwathmey Siegel & Associates, Architects LLC
- 1981: Hardy Holzman Pfeiffer Associates
- 1980: Edward Larrabee Barnes Associates
- 1979: Geddes Brecher Qualls Cunningham
- 1978: Harry Weese & Associates
- 1977: Sert Jackson and Associates
- 1976: Mitchell/Giurgola Architects
- 1975: Davis, Brody & Associates
- 1974: Kevin Roche John Dinkeloo and Associates
- 1973: Shepley Bulfinch Richardson and Abbott
- 1972: Caudill Rowlett Scott
- 1971: Albert Kahn Associates, Inc.
- 1970: Ernest J. Kump Associates
- 1969: Jones & Emmons
- 1968: I.M. Pei & Partners
- 1967: Hugh Stubbins and Associates
- 1965: Wurster, Bernardi & Emmons
- 1964: The Architects' Collaborative
- 1962: Skidmore, Owings & Merrill